# إيغون شيلي
إيغون شيلي (بالإنجليزية: Egon Schiele)‏ ‏ (12 يونيو 1890 -31 أكتوبر 1918) هو رسام وفنان تشكيلي من النمسا. يعتبر من فناني القرن العشرين الرائدين. اعتمدت لوحاته على الأسلوب التعبيري وحظي برعاية واهتمام خاص من الفنان النمساوي غوستاف كليمت. ولد في مدينة تولن Tulln an der Donau. وتوفي في فيينا في سن مبكر بسبب وباء إنفلونزا 1918.

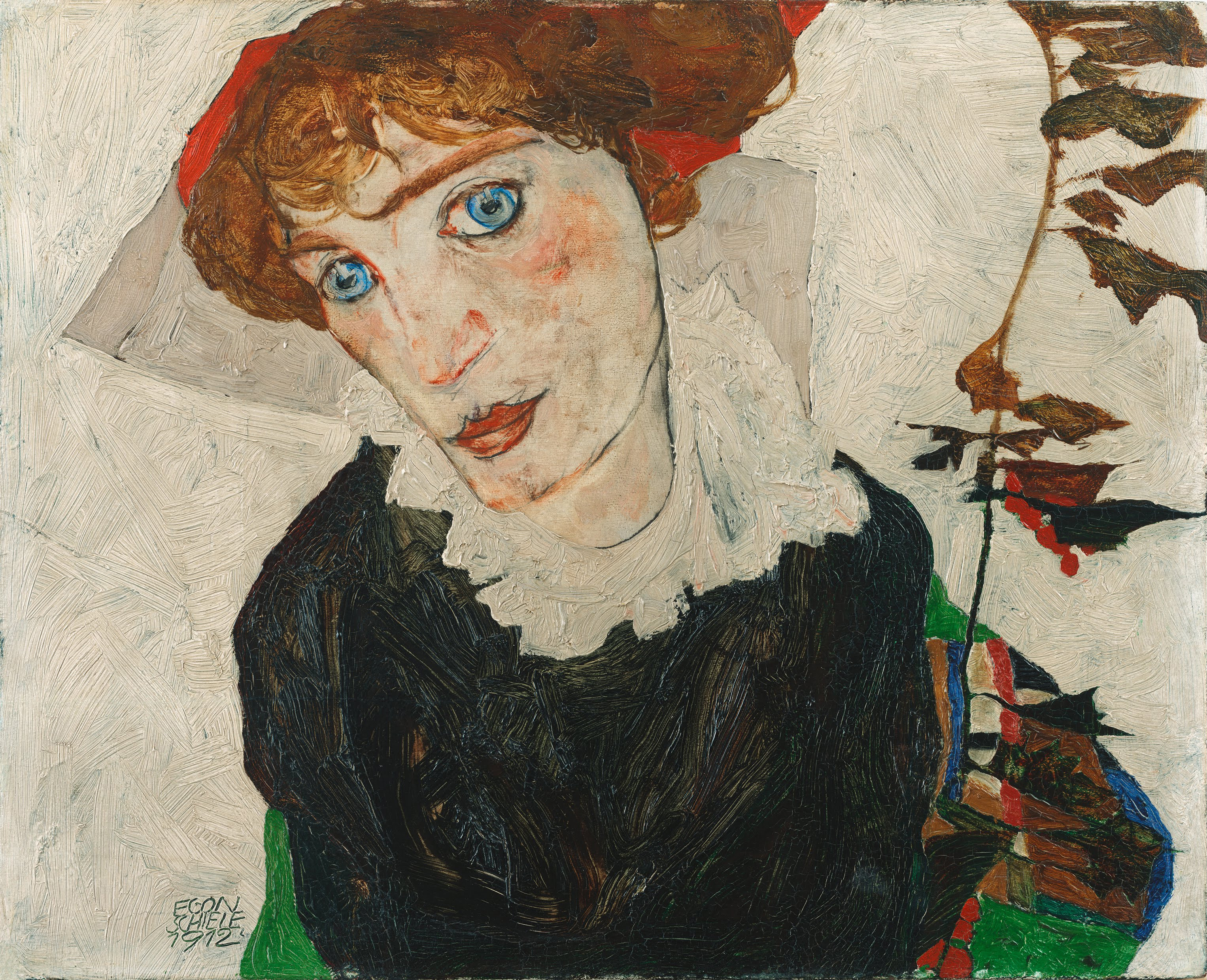
بورتَريهَ والي هي لوحة زيتية من عام 1912 بريشة الرسام التعبيري النمساوي إيغون شيلي. يصور العمل والبورجا «والي» نيوزيل، وهي امرأة التقى بها شيلي في عام 1911 عندما كان يبلغ من العمر 21 عامًا وكان عمرها 17 عامًا. تعتبر «بورترية والي» من أكثر لوحات شيلي روعة. متحف ليوبولد، فيينا.

عالجت أعماله تصويرات متنوعة للجسد والنفس البشرية. رسم الكثير من البورتريهات والمناظر الطبيعية بالألوان المائية والزيتية.

## أعمال بارزة
من أهم أعماله Portrait of Wally، وDeath and Maiden

## روابط خارجية
- إيغون شيلي على موقع الموسوعة البريطانية (الإنجليزية)
- إيغون شيلي على موقع ميوزك برينز (الإنجليزية)
- إيغون شيلي على موقع إن إن دي بي (الإنجليزية)